# New York Knicks 1986-1987
La stagione 1986-87 dei New York Knicks fu la 38ª nella NBA per la franchigia.
I New York Knicks arrivarono quarti nella Atlantic Division della Eastern Conference con un record di 24-58, non qualificandosi per i play-off.

## Roster
| N° | Naz.                   | Ruolo | Sportivo           | Anno | Alt. | Peso |
| -- | ---------------------- | ----- | ------------------ | ---- | ---- | ---- |
| 2  | Stati Uniti (bandiera) | G     | Rory Sparrow       | 1958 | 188  | 79   |
| 6  | Stati Uniti (bandiera) | G     | Trent Tucker       | 1959 | 196  | 88   |
| 7  | Stati Uniti (bandiera) | G     | Gerald Henderson   | 1956 | 188  | 79   |
| 8  | Stati Uniti (bandiera) | A     | Brad Wright        | 1962 | 211  | 102  |
| 11 | Canada (bandiera)      | G     | Stewart Granger    | 1961 | 191  | 86   |
| 14 | Stati Uniti (bandiera) | A     | Chris McNealy      | 1961 | 201  | 95   |
| 21 | Stati Uniti (bandiera) | GA    | Gerald Wilkins     | 1963 | 198  | 84   |
| 23 | Stati Uniti (bandiera) | AC    | Bob Thornton       | 1962 | 208  | 102  |
| 25 | Stati Uniti (bandiera) | C     | Bill Cartwright    | 1957 | 216  | 111  |
| 26 | Stati Uniti (bandiera) | A     | Bill Martin        | 1962 | 201  | 93   |
| 26 | Stati Uniti (bandiera) | G     | McKinley Singleton | 1961 | 196  | 79   |
| 33 | Stati Uniti (bandiera) | C     | Patrick Ewing      | 1962 | 213  | 109  |
| 34 | Stati Uniti (bandiera) | A     | Kenny Walker       | 1964 | 203  | 95   |
| 42 | Stati Uniti (bandiera) | AC    | Pat Cummings       | 1956 | 206  | 104  |
| 44 | Stati Uniti (bandiera) | C     | Jawann Oldham      | 1957 | 213  | 98   |
| 45 | Stati Uniti (bandiera) | AC    | Eddie Lee Wilkins  | 1962 | 208  | 100  |
| 55 | Stati Uniti (bandiera) | A     | Bernard King       | 1956 | 201  | 93   |
| 55 | Stati Uniti (bandiera) | A     | Louis Orr          | 1958 | 203  | 79   |

## Staff tecnico
- Allenatori: Hubie Brown (4-12) (fino al 1º dicembre)[1], Bob Hill (20-46)
- Vice-allenatori: Bob Hill (fino al 1º dicembre), Brendan Malone, Brad Greenberg